# Foshuta
Foshuta (kaszb. Foshëta, niem. Foßhütte, Fosshütte, Fosshuette) – wieś pogranicza kaszubsko-kociewskiego w Polsce, położona w województwie pomorskim, w powiecie kościerskim, w gminie Stara Kiszewa, przy drodze wojewódzkiej nr .
U schyłku XIX w. wieś miała mieszany charakter narodowościowy i co ciekawe miała więcej mieszkańców niż obecnie. Na koniec roku 1892 dla 76 mieszkańców język kaszubski był językiem ojczystym, a dla 71 niemiecki.
W latach 1975–1998 wieś administracyjnie należała do województwa gdańskiego.